# Jon Mersinaj
Jon Mersinaj (Tirana, 8 de febrero de 1999) es un futbolista albanés que juega en la demarcación de defensa para el NK Osijek de la Primera Liga de Croacia.

## Selección nacional
Tras jugar en la selección de fútbol sub-21 de Albania, finalmente el 13 de junio de 2022 hizo su debut con la selección absoluta en un encuentro amistoso contra Estonia que finalizó con un resultado de empate a cero.

## Clubes
| Club                 | País    | Año       | Partidos | Goles |
| -------------------- | ------- | --------- | -------- | ----- |
| KF Laçi (cedido)     | Albania | 2018-2019 | 30       | 2     |
| NK Lokomotiva Zagreb | Croacia | 2019-2025 | 132      | 0     |
| NK Osijek            | Croacia | 2025-     | 9        | 1     |